# Arthur Crudup
Arthur William Crudup (Forest, 24 agosto 1905 – Nassawadox, 28 marzo 1974) è stato un musicista statunitense, padre del Rock ’n’ Roll.
Crebbe in una famiglia nella quale una vita senza musica era impensabile. Suo padre suonava la chitarra alla sera e sua madre, anch'ella musicista, regolarmente riempiva la casa col suo canto.
Il futuro “Padre del Rock 'n' Roll”, interessato così alla musica fin dalla tenera età, iniziò a cantare nel coro della chiesa e in vari cori gospel.
Nel 1916 i Crudup si trasferirono a Indianapolis e Arthur, appena quattordicenne, iniziò a lavorare in fabbrica. Quando, dieci anni dopo, la famiglia si trasferì nuovamente a Forest, Arthur si guadagnava ancora il pane quotidiano con duri lavori di manovalanza, per una compagnia ferroviaria, come raccoglitore di cotone e mugnaio. È in questi tempi duri che si autosoprannomina “Big Boy” e coi risparmi si acquista una sua chitarra. Lascia la casa paterna per tentare la fortuna suonando alle feste nella regione del delta del Mississippi e come musicista di strada. È così che, ormai trentaduenne, sente per la prima volta alcuni dei più grandi bluesman: Big Bill Broonzy, Lonnie Johnson, Tampa Red e Memphis Slim.
La sua carriera decolla nel 1939 quando arriva Chicago e fa conoscenza col produttore Lester Melrose. Melrose vede in Arthur il talento che in qualche anno trasformò il Blues per forgiare un nuovo genere, ancor più dinamico del Rhythm 'n' Blues: il Rock 'n' Roll. Nel 1941 incomincia le sue prime incisioni negli studi della RCA per l'etichetta Bluebird. Nonostante il grande talento i guadagni non sono molti, così torna al Sud a lavorare per mantenere sua moglie e i suoi nove figli, e nel 1947 abbandona il suo produttore che lo pagava sempre più saltuariamente.
La sua musica ebbe grande successo dopo la Seconda Guerra Mondiale quando scoppiò il Rhythm 'n' Blues. Tornò così a esibirsi, stabilmente con Alec Miller (alias Sonny Boy Williamson II) e Elmore James, e collaborare con Nat King Cole.
Arthur Big Boy Crudup morì il 28 marzo 1974 a Nassawadox in Virginia un anno dopo in cui uscì il film documentario Arthur Crudup - Born In The Blues.